# Chlamylla intermedia
Chlamylla intermedia is een slakkensoort uit de familie van de Paracoryphellidae. De wetenschappelijke naam van de soort is voor het eerst geldig gepubliceerd in 1886 door Bergh als Goniaeolis intermedia.